# Boléro (Ravel)
Il Boléro è una composizione di Maurice Ravel del 1928; nato come una musica da balletto, è divenuto celeberrimo come brano da concerto.
È sicuramente il bolero più famoso mai composto, nonché l'opera più popolare del compositore, che gli permise di ottenere una fama che non era riuscito a raggiungere con le opere precedenti.

## Storia
Nel 1920 Ravel aveva scritto La valse su commissione di Sergej Pavlovič Djagilev per i suoi Balletti russi. Dopo aver ascoltato il brano nella versione per pianoforte, l'impresario decise che la musica non fosse corrispondente alle sue aspettative e la rifiutò. Nacque così un lungo periodo di screzi e discussioni tra il musicista e Djagilev, motivo per cui Ravel per parecchio tempo non volle più sentir parlare di balletti. Quando però nel giugno 1928 Ida Rubinštejn, celebre danzatrice che aveva fondato una propria compagnia, gli chiese di orchestrare sei pezzi estrapolati dalla suite Iberia di Isaac Albéniz per crearne un balletto, Ravel accettò. Il progetto si dimostrò però ben presto irrealizzabile in quanto i brani di Iberia erano già stati orchestrati da Enrique Fernández Arbós, a cui erano stati concessi i diritti.
Ravel insistette però nel voler scrivere la partitura, incurante anche del veto della casa editrice di Albeniz. Il musicista scrisse anche una lettera alla signora Albeniz cercando di ottenere la sua autorizzazione. Venuto a sapere della controversia, alla fine Arbós, di fronte al celebre collega, si dimostrò disposto a rinunciare all'esclusiva in favore di Ravel, il quale però aveva già pensato a un altro progetto. Ai primi di luglio il compositore aveva già in mente il tema del Boléro, destinato al balletto della Rubinštejn; la partitura inizialmente avrebbe dovuto avere il ritmo di un fandango e chiamarsi allo stesso modo, ma presto l'idea di un bolero prese il sopravvento; il lavoro fu scritto in pochissimo tempo, fra il mese di luglio e l'ottobre 1928.
Il Boléro andò in scena per la prima volta all'Opéra national de Paris il 22 novembre 1928, diretto da Walther Straram con la coreografia di Bronislava Nijinska; protagonista fu Ida Rubinštejn, le scene e i costumi furono realizzati da Alexandre Benois. Ravel non fu presente alla prima in quanto un impegnativo contratto lo aveva costretto a partire per una tournée in Spagna di ben nove concerti; rientrò a Parigi in tempo per assistere all'ultima rappresentazione. Il balletto, molto innovativo, ottenne una buona accoglienza, non prevedibile vista l'audacia della partitura.
Un vero e proprio successo si ebbe alla prima esecuzione concertistica, che avvenne l'11 gennaio 1930 con l'Orchestre Lamoureux, diretta dallo stesso Ravel; la risonanza fu tale da indurre subito il musicista a realizzarne un'edizione discografica. Il 78 giri registrato per la Polydor Grammophon da Ravel diventò uno dei primi grandi successi della musica incisa su disco.
Moltissimi da allora furono i direttori che vollero cimentarsi con la partitura, non sempre con risultati degni di nota. L'autore diede indicazioni precise sulle modalità di esecuzione del suo lavoro: «Mi auguro vivamente che nei riguardi di quest'opera non ci siano malintesi. Essa rappresenta un esperimento di una direzione particolarissima e limitata... Dopo la prima esecuzione ho fatto preparare un avviso in cui si avvertiva che il brano da me composto durava diciassette minuti».
Nota è la vivace polemica sorta fra Ravel e Arturo Toscanini dopo che il celebre direttore condusse la prima esecuzione newyorkese del Boléro, il 4 maggio 1930, a un tempo due volte più veloce del previsto, per poi allargare il movimento nel finale. L'autore disse a Toscanini che la sua opera andava eseguita con un unico tempo dall'inizio alla fine e nessuno poteva prendersi certe libertà; quando il direttore gli rispose: «Se non la suono a modo mio, sarà senza effetto», Ravel commentò: «I virtuosi sono incorreggibili, sprofondati nelle loro chimere come se i compositori non esistessero».
Sempre nel 1928 Ravel trascrisse la composizione in una versione per due pianoforti e una per pianoforte a quattro mani.

## Il balletto
In una taverna dell'Andalusia una giovane gitana inizia a danzare sopra un tavolo in modo via via sempre più seducente; un gruppo di uomini, attratti dalla sua bellezza e dalle sue movenze, si avvicina pian piano, poco alla volta, affollando il luogo dove lei balla. I ballerini iniziano a danzare intorno alla ragazza, in un crescendo intenso e violento che segue quello della musica.

## Altre coreografie

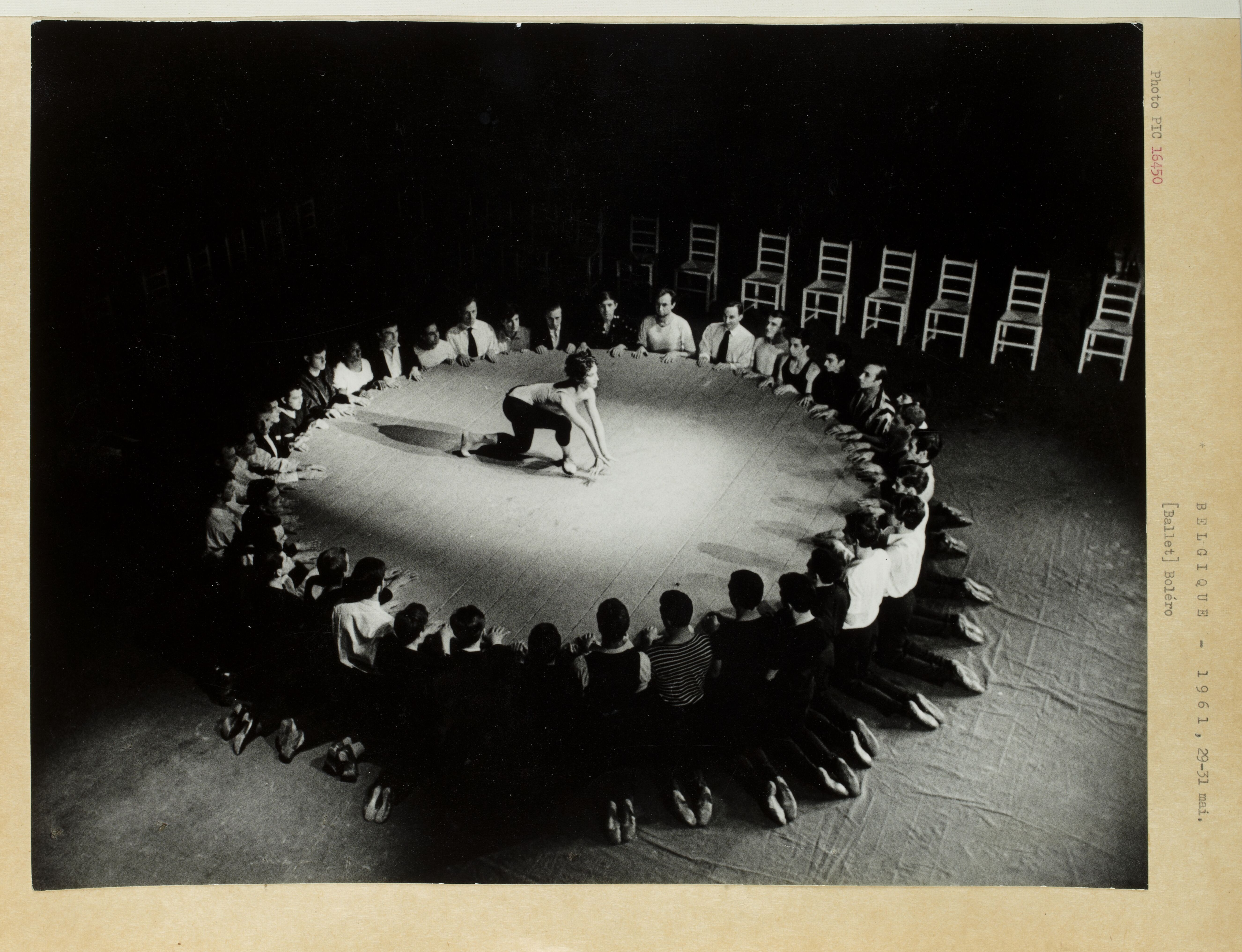
Boléro, coreografia di Maurice Béjart, 10 gennaio 1961, teatro La Monnaie-De Munt

Numerose sono state le altre versioni coreografiche nel corso degli anni. Una delle più importanti è stata quella di Aurel Milloss al Teatro dell'Opera di Roma, il 20 giugno 1944, con scene e costumi di Dario Cecchi, interpreti Attilia Radice e Ugo Dell'Ara. Milloss si allontana dall'idea originale e accentua il lato oscuro e inquietante della danza gitana; la sua è una storia di perdizione fra uomini e donne risolta con l'apparizione di un demone.
Precedentemente il Boléro era stato realizzato anche da Harald Lander nel 1934 per il Balletto Reale Danese, da Serge Lifar per l'Opéra e da Pilar e Argentinita Lopez nel 1943.
La versione più celebre è però quella di Maurice Béjart, realizzata con il Ballet du XXe siècle il 10 gennaio 1961 al La Monnaie/De Munt a Bruxelles, che vide come danzatrice protagonista Duška Sifnios. Béjart ha riportato la sua coreografia all'idea originaria della Rubinštejn, con una ballerina protagonista che danza su un tavolo; egli però elimina qualsiasi elemento folclorico, la scena è infatti spoglia e i costumi sono essenziali. La perfetta corrispondenza fra la musica e la realizzazione coreografica ottiene un grande effetto, in un crescendo di sensualità ed eccitazione che portano i danzatori a travolgere la protagonista in un parossismo finale intenso e violento.
Dopo la Sifnios molte étoile si sono cimentate in questo ruolo, da Majja Pliseckaja nel 1974 e in seguito da Luciana Savignano. Béjart ha in seguito affidato la parte anche a un interprete maschile; da ricordare nel 1979 Jorge Donn e nel novembre 2019 Roberto Bolle che ne è stato interprete al Teatro alla Scala.
Nel 2011 l'attore di Kyōgen Mansai Nomura ha interpretato Mansai Bolero, una rivisitazione del brano di Ravel nata dalla fusione della versione di Bejart con la tradizione giapponese del Kyōgen e del Nō. La performance è stata dedicata alle vittime del terremoto e maremoto del Tōhoku.

## Organico
Il Boléro è scritto per una grande orchestra sinfonica composta da:
| - legni: - ottavino - Due flauti traverso (uno anche 2º ottavino) - Due oboi (uno anche oboe d'amore) - corno inglese - Due clarinetti in Si bemolle (uno anche clarinetto piccolo in Mi bemolle) - clarinetto basso in Si bemolle - Due fagotti - controfagotto - Tre sassofoni: soprano in Si bemolle, sopranino in Fa e tenore in Si bemolle | - ottoni: - Quattro corni - tromba acuta in Re. - Tre trombe in Do - Tre tromboni - tuba - Percussioni: - Due rullanti - Tre timpani in Sol, Do e Mi - grancassa - piatti - tam-tam - celesta - arpa - archi |

## Struttura
Il brano porta l'indicazione: Tempo di Boléro, moderato assai. Do maggiore. È strutturato dalla ripetizione di due temi principali A e B, di diciotto battute ciascuno, proposti da strumenti diversi. I temi si sviluppano sull'ostinato del rullante, e sull'accompagnamento armonico, spesso proposto in maniera accordale. La successione delle ripetizioni è disposta in un graduale e continuo crescendo, dal pianissimo iniziale fino al maestoso finale, per un totale di diciotto sequenze musicali (nove ripetizioni del tema A e nove del tema B). Il brano, tranne che per una breve modulazione in Mi maggiore nell'ultima sequenza che apre alla cadenza finale, rimane sempre nella tonalità di Do maggiore, sebbene nel tema B siano presenti elementi tensivi dominanti come il Si bemolle e il Re bemolle che lo differenziano dal tema A diatonico. L'organico orchestrale previsto è un'orchestra con l'aggiunta di un oboe d'amore, di tre sassofoni e di un tam-tam. Con il procedere del brano, i temi vengono suonati da diverse combinazioni di strumenti, al fine di aggiungere ulteriori sonorità timbriche all'orchestra.

### Sequenze
I due temi sono esposti nell'ordine dai seguenti strumenti:
- A: flauto 1º
- A: clarinetto 1º
- B: fagotto 1º
- B: clarinetto piccolo in mi♭
- A: oboe d'amore
- A: flauto e tromba con sordina
- B: sax tenore
- B: sax sopranino, poi sax soprano
- A: due ottavini all'unisono (1º in Mi maggiore, 2º in Sol maggiore), corno 1º e celesta (Do maggiore)
- A: oboe, corno inglese e due clarinetti (Do maggiore), oboe d'amore (Sol maggiore)
- B: trombone 1º
- B: legni (giochi di terze e quinte)
- A: ottavino, flauti, oboi, clarinetti, violini primi (giochi d'ottave)
- A: legni, violini primi e secondi (giochi di terze e quinte)
- B: legni, violini primi e secondi, tromba 1ª (giochi d'ottave)
- B: legni, violini primi e secondi, trombone 1º (giochi di terze e quinte)
- A: ottavino, flauti, sassofoni, quattro trombe, violini primi
- B: ottavino, flauti, sassofoni, quattro trombe, trombone 1º, violini primi
- otto battute modulate in mi maggiore
- Coda: ritornello con percussioni e glissando di tromboni, accordo dissonante e finale.

## Discografia selezionata
- Ravel: Boléro/Daphnis et Chloé (suite n. 2)/Alborada del gracioso/Philadelphia Orchestra/Riccardo Muti/EMI;
- Ravel: Boléro/Ma Mère l'Oye/Orchestra Sinfonica di Boston/Sergei Koussevitzky/La voce del padrone QALP 10020-1954;
- Ravel: Boléro/La valse/Rapsodie espagnole/Filarmonica di New York/Leonard Bernstein/CBS 1973;
- Ravel: Boléro; Maurice Ravel/Modest Petrovič Musorgskij: Tableux d'une Esposition/Berliner Philharmoniker/Herbert von Karajan/DGG;
- Ravel: Boléro; Hector Berlioz: Corsaro, ouverture; Nikolaj Andreevič Rimskij-Korsakov: Capriccio Spagnolo; George Enescu; Rapsodia Rumena n.1/Orchestra Sinfonica di Baltimora/Sergiu Comissiona/Dischi Ricordi OCL 16254 - 1981;
- Ravel: Boléro; La valse; Pavane pour une infante défunte/Orchester der Wiener Volksoper/Edouard von Remoortel/Joker SM 1294-1981;
- Ravel: Boléro - Orchestre Lamoureux / dir. Maurice Ravel - Tournabout (reg. 1930) - Tzigane (Rapsodia per violino e orchestra), Arthur Grumiaux, Orchestre Lamoureux, Manuel Rosenthal- Shéhérazade, Janine Micheau soprano, Orchestre Lamoureux, Jean Fournet / Philips 6550005 A - Grammy Hall of Fame Award 1992 per il Boléro;
- Ravel: Boléro, La valse, Valses nobles et sentimentales, Alborada del gracioso, Pavane pour une infante défunte, Orchestra dei Campi Elisi, Pedro de Freitas Branco, Lucient Thevet corno solista.

## Cultura popolare
In diversi lungometraggi è stata utilizzata la musica del Boléro nella colonna sonora:
- Allegro non troppo, regia di Bruno Bozzetto (1976)
- 10, regia di Blake Edwards (1979)
- Bolero (Les Uns et les Autres), regia di Claude Lelouch (1981)
- Femme fatale, regia di Brian De Palma (2002)

È presente inoltre nel cortometraggio Le batteur du boléro, diretto nel 1992 da Patrice Leconte.
Una versione del Boléro è inoltre parte della colonna sonora ufficiale dell'anime Digimon Adventure.
La musica del Boléro è molto usata nel pattinaggio di figura. Fra le interpretazioni più memorabili vi sono:
- la danza libera di Jayne Torvill e Christopher Dean, programma che è valso ai danzatori l'oro olimpico nel 1984 con il nuovo record per il maggior numero di 6.0 (all'epoca il massimo voto possibile) ricevuti da chiunque nel pattinaggio[10]

- il programma libero che è valso la medaglia di bronzo a Carolina Kostner nei Giochi olimpici del 2014[11]

- il programma eseguito dall'attore Mansai Nomura, dal due volte campione olimpico Yuzuru Hanyu e da alcuni altri pattinatori nel 2025 durante Notte stellata, show commemorativo del Terremoto e maremoto del Tōhoku del 2011, nel quale sono stati fusi insieme teatro kyogen e pattinaggio su ghiaccio.[12]